# Verità e metodo
Verità e metodo (titolo originale Wahrheit und Methode), è un'opera del filosofo tedesco Hans-Georg Gadamer, pubblicata per la prima volta nel 1960. Considerata il suo capolavoro, l'autore vi elabora il suo concetto di ermeneutica filosofica, concepita né come teoria né come metodo o metodologia, indagandovi il fenomeno della comprensione e la corretta interpretazione. Verità e metodo non vuole essere l'illustrazione di un nuovo metodo ermeneutico di interpretazione dei testi. Gadamer intendeva Verità e metodo come la descrizione di quello che facciamo sempre quando interpretiamo le cose (anche se noi non lo sappiamo).

## Tematiche e contenuti
(H. G. Gadamer in Verità e metodo, p.954)
Si propone di elaborare un'"ermeneutica filosofica", discorso che Heidegger aveva avviato, ma non approfondito. Il suo obiettivo era quello di scoprire la natura della comprensione umana, rivelando il carattere universale (ossia presente in ogni forma di sapere) del fenomeno del comprendere e, correlativamente, indagando - per dirla con termini kantiani - le condizioni di possibilità, ossia le strutture trascendentali che ne rendono sempre di nuovo possibile la genesi nel pensiero umano. Gadamer critica due approcci alle scienze umane (Geisteswissenschaften). Da un lato si mostra critico degli approcci moderni alle discipline umanistiche, modellati sul metodo delle scienze naturali, dall'altro criticò l'approccio dell'ermeneutica romantica, rappresentato ad esempio da Friedrich Schleiermacher, il quale riteneva che interpretare correttamente un testo significasse recuperare l'intenzione originale dell'autore che l'ha scritto. Gadamer respinge come irrealizzabile l'ideale di oggettività delle scienze della natura, e suggerisce invece che il significato è creato attraverso una comunicazione intersoggettiva.
L'attenzione di Gadamer, sulla scia dell'insegnamento heideggeriano si rivolge soprattutto al concetto di precomprensione (Vorverständnis), o pregiudizio. Quando il pensiero si accinge intenzionalmente a conoscere qualcosa, gli attribuisce un senso in qualche misura preconcetto; non del tutto arbitrario: riflette il senso della tradizione della comunità d'appartenenza. Quando ciascuno emette un giudizio è influenzato dalla propria visione del mondo (Weltansicht), che tuttavia non costituisce un inconveniente, bensì una condizione fondamentale del processo cognitivo. È per questa ragione che egli può affermare che: "Di per sé, pregiudizio significa solo un giudizio che viene pronunciato prima di un esame completo e definitivo di tutti gli elementi obiettivamente rilevanti". Secondo questo punto di vista, il pregiudizio non va eliminato, ma abitato con una certa phronesis ("saggezza", o meglio ancora "prudenza"), concetto che Gadamer recupera esplicitamente da Aristotele: "L'interprete non può proporsi di prescindere da sé stesso e dalla concreta situazione ermeneutica nella quale si trova".
È così che si viene a configurare il "circolo ermeneutico". Ogni interpretazione è infatti influenzata dai nostri pregiudizi storici, nel senso che le nostre conoscenze che caratterizzano la comprensione del presente sono determinate da una continua stratificazione di nozioni che si formano grazie al costante dialogo tra l'opera e i suoi interpreti. Tale circostanza trova un'illustrazione nell'importante, e talvolta frainteso, concetto di "fusione degli orizzonti" (Horizontverschmelzung), il processo che porta il fruitore del testo all'interno del circolo ermeneutico, in cui si fondono due orizzonti: quello dell'interprete, formatosi entro la tradizione e la precomprensione del presente, e quella del testo, che porta con sé l'insieme di tutte le interpretazioni e tradizioni che ha vissuto.

## Edizioni
- Verità e metodo, traduzione di Gianni Vattimo, Collezione Studi, Milano, Bompiani, 1983-2001,  p. 586.
- Verità e metodo 2. Integrazioni, traduzione di Riccardo Dottori, Collezione Studi, Milano, Bompiani, 1996.
«(Comprende l'indice analitico di ambedue i volumi)»
- Verità e metodo (testo tedesco a fronte), trad. e apparati di Gianni Vattimo, Introduzione di Giovanni Reale, Collezione Il pensiero occidentale, Milano, Bompiani, 2000, ISBN 978-88-452-9074-9.